# رومان بن والی صابر
رومان بن والی صابر (بنگالی: সৈয়দ রুম্মান বিন ওয়ালী সাব্বির؛ زادهٔ ۵ ژوئن ۱۹۶۸) بازیکن فوتبال اهل بنگلادش بود.
وی همچنین در تیم‌های ملی فوتبال زیر ۲۳ سال بنگلادش و بنگلادش بازی کرده است.
وی در مسابقات کشوری و بین‌المللی در مجموع برندهٔ ۱ مدال نقره، ۱ مدال برنز شده است.